# Salvador Neme Castillo (Tabasco)
Salvador Neme Castillo es una localidad del municipio de Huimanguillo ubicado en la subregión de la Chontalpa del estado mexicano de Tabasco.

## Geografía
La localidad de Salvador Neme Castillo se sitúa en las coordenadas geográficas 17°54′48″N 93°37′42″O / 17.913333, -93.628333, a una elevación de 16 metros sobre el nivel del mar.

## Demografía
Según el Conteo de Población y Vivienda 2020, efectuado por el Instituto Nacional de Estadística y Geografía, la localidad de Salvador Neme Castillo tiene 68 habitantes, de los cuales 33 son del sexo masculino y 35 del sexo femenino. Su tasa de fecundidad es de 2.96 hijos por mujer y tiene 15 viviendas particulares habitadas.
| Gráfica de evolución demográfica de Salvador Neme Castillo entre 2000 y 2020 |
|                                                                              |
| INEGI.                                                                       |